# Annabella Sciorra

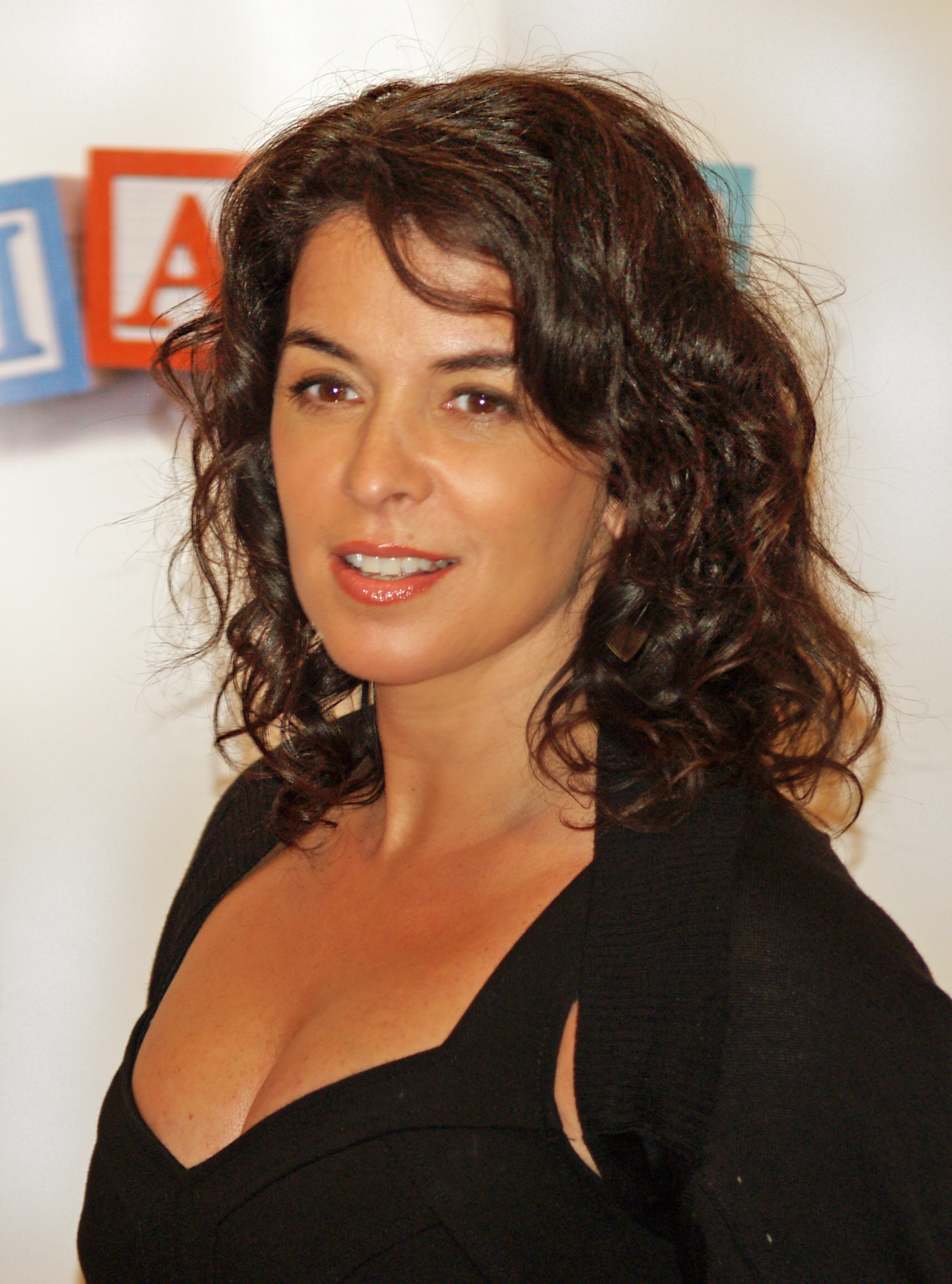
Annabella Sciorra, 2008.

Annabella Gloria Philomena Sciorra, född 29 mars 1960 i Wethersfield i Connecticut, är en amerikansk skådespelare.

## Biografi
Annabella Sciorra är av italiensk, fransk och kubansk härkomst. Hon föddes i Connecticut men flyttade med sin familj till Brooklyn i New York när hon var 11 år. Under tonåren började hon ta teaterlektioner och vid 20 års ålder var hon med och bildade teatergruppen The Brass Ring Theatre Company. Under 1980-talet medverkade hon i en rad teaterpjäser i New York. 

## Karriär
Sciorra slog igenom med Spike Lees långfilm Jungle Fever. Hon medverkade också i Handen som gungar vaggan och Cop Land. Hennes roll som Tony Sopranos älskarinna i TV-serien Sopranos gav henne en Emmy-nominering. Vid sidan av filmkarriären har hon fortsatt med teater, bland annat Eve Enslers The Vagina Monologues.
Sciorra hade en gästroll i Law & Order: Trial by Jury och medverkade 2005-2006 i TV-serien Law & Order: Criminal Intent, där hon spelade kriminalinspektör Carolyn Barek. År 2007 hade hon en gästroll i TV-serien The L Word.
Sciorra var gift med skådespelaren Joe Petruzzi 1989-1993. Hon är bosatt på Manhattan.

## Filmografi (urval)
- 1990 – Cadillac Man
- 1990 – Mysteriet von Bülow
- 1991 – Ett tufft jobb
- 1991 – Jungle Fever
- 1992 – Handen som gungar vaggan
- 1994 – Romeo is Bleeding
- 1995 – En oförglömlig sommar
- 1997 – Cop Land
- 1998 – Drömmarnas värld
- 2001-2004 - Sopranos (återkommande gästroll i TV-serie)
- 2004 – Chasing Liberty
- 2005 - Law & Order: Trial by Jury, avsnitt The Abominable Showman (TV-serie)
- 2005-2006 - Law & Order: Criminal Intent (TV-serie)
- 2006 – Marvelous
- 2007 – The L Word (TV-serie)